# Бантен
Бантен е провинция в Индонезия с площ 9663 км2 и население 11 934 373 души (по преброяване от май 2015 г.). Административен център е град Серанг.

## Население
Населението на провинцията през 2005 година е 9 083 114 души, от тях 47 % – бантенци, 23 % – сунди, 12 % – яванци, 10 % – бетави, 1 % – китайци.
През 2015 г. населението е 11 934 373 души.